# Корнецелу (Димбовіца)
Корнецелу (рум. Cornățelu) — село у повіті Димбовіца в Румунії. Входить до складу комуни Корнецелу.
Село розташоване на відстані 48 км на північний захід від Бухареста, 25 км на південний схід від Тирговіште, 100 км на південь від Брашова.

## Населення
За даними перепису населення 2002 року у селі проживали 373 особи. Усі жителі села рідною мовою назвали румунську.
Національний склад населення села:
| Національність | Кількість осіб | Відсоток |
| -------------- | -------------- | -------- |
| румуни         | 362            | 97,1%    |
| цигани         | 11             | 2,9%     |